# Yakob Yala
 (décembre 2022).
République fédérale démocratique d'Éthiopie
Yakob Yala (Ge'ez: ያዕቆብ ያላ) est un des 112 membres de la Chambre de la fédération éthiopienne. Il est un des 54 conseillers de l'État des nations, nationalités et peuples du sud et représente le peuple Gammo.
En 2016, il est ministre du Commerce.